# Wereldkampioenschappen roeien/Lichte twee zonder
Op de wereldkampioenschappen roeien is Lichte twee zonder een van de onderdelen. De Lichte twee zonder is een roeiboot waarbij beide roeiers één riem hebben. Er is een gewichtsbeperking.
De Lichte twee zonder staat vanaf 1993 op het programma van de wereldkampioenschappen roeien bij de mannen. Bij de vrouwen is het onderdeel van 1995 tot en met 2005 georganiseerd en in 2018 geherintroduceerd. Omdat dit onderdeel niet tot het olympisch roeiprogramma behoort, wordt het op elk WK verroeid.

## Medaillewinnaars

### Mannen
| Jaar | Plaats         | Goud                                                         | Zilver                                                | Brons                                             |
| 1993 | Racice         | Spanje Fernando Climent Fernando Molina                      | Rusland Alexander Ustinow Wladimir Mitjuschew         | Duitsland Herbert Vogt Stephan Fahrig             |
| 1994 | Indianapolis   | Italië Leonardo Pettinari Carlo Gaddi                        | Rusland Alexander Ustinow Wladimir Mitjuschew         | Ierland Neville Maxwell Anthony O'Connor          |
| 1995 | Tampere        | Italië Carlo Grande Pasquale Marigliano                      | Frankrijk Xavier Dorfmann Sebastian Bea               | Denemarken Thomas Ebert Bo Svendsen               |
| 1996 | Glasgow        | Denemarken Bo Svendsen Thomas Ebert                          | Ierland Neville Maxwell Anthony O'Connor              | Duitsland Oliver Rau Tobias Müller                |
| 1997 | Aiguebelette   | Zwitserland Matthias Binder Benedikt Schmidt                 | Ierland Neville Maxwell Anthony O'Connor              | Denemarken Jacob Ojvi Nielsen Jeppe Kollat-Jensen |
| 1998 | Keulen         | Frankrijk Vincent Montabonel Jean-Christophe Bette           | Italië Catello Amarante Carlo Gaddi                   | Chili Miguel Cerda Christian Yantani              |
| 1999 | St. Catharines | Italië Stefano Basalini Paolo Pittino                        | Chili Miguel Cerda Christian Yantani                  | Ierland Neville Maxwell Anthony O'Connor          |
| 2000 | Zagreb         | Canada Ben Storey Ed Winchester                              | Verenigd Koninkrijk Nicholas Strange Peter Haining    | Denemarken Jesper Krog Skov Hansen Morten         |
| 2001 | Luzern         | Ierland Gearold Towey Tony O'Connor                          | Nederland Simon Kolkman Robert van der Vooren         | Italië Massimo Guglielmi Giuseppe Del Gaudio      |
| 2002 | Sevilla        | Chili Christian Raul Yantani Garces Miguel Angel Cerda Silva | Italië Carlo Gaddi Franco Sancassani                  | Verenigd Koninkrijk Ned Kittoe Nicholas English   |
| 2003 | Milaan         | Denemarken Bo Helleberg Mads Kruse Andersen                  | Duitsland Frank Mager Christian Gerlach               | Verenigde Staten Simon Carcagno Michael Altman    |
| 2004 | Banyoles       | Denemarken Bo Helleberg Mads Kruse Andersen                  | Italië Nicola Moriconi Salvatore Di Somma             | Canada Douglas Vandor Mike Lewis                  |
| 2005 | Gifu           | Denemarken Bo Helleberg Mads Kruse Andersen                  | Chili Miguel Cerda Felipe Leal                        | Italië Salvatore Amitrano Catello Amarante        |
| 2006 | Eton           | Duitsland Ole Rückbrodt Felix Otto                           | Spanje Juan Manuel Florido Jesús González             | Italië Andrea Caianiello Salvatore di Somma       |
| 2007 | München        | Italië Andrea Caianiello Armando Dell'Aquila                 | Duitsland Jochen Kuehner Martin Kuehner               | Australië Ross Brown Michael McBryde              |
| 2008 | Ottensheim     | Griekenland Nikolaos Gkountoulas Apostolos Gkountoulas       | Italië Andrea Caianiello Armando Dell'Aquila          | Servië Goran Nedeljkovic Milos Tomic              |
| 2009 | Poznań         | Frankrijk Fabien Tilliet Jean-Christophe Bette               | Italië Andrea Caianiello Armando Dell'Aquila          | Servië Nenad Babović Milos Tomic                  |
| 2010 | Hamilton       | Frankrijk Fabien Tilliet Jean-Christophe Bette               | Nieuw-Zeeland Graham Oberlin-Brown James Lassche      | Canada Matt Jensen Rares Crisan                   |
| 2011 | Bled           | Verenigd Koninkrijk Peter Chambers Kieren Emery              | Italië Luca De Maria Armando Dell'Aquila              | Duitsland Bastian Seibt Lars Wichert              |
| 2012 | Plovdiv        | Italië Luca De Maria Armando Dell'Aquila                     | Nederland Arnoud Greidanus Joris Pijs                 | Frankrijk Fabien Tilliet Jean-Christophe Bette    |
| 2013 | Chungju        | Zwitserland Simon Niepmann Lucas Tramèr                      | Italië Elia Luini Martino Goretti                     | Verenigd Koninkrijk Sam Scrimgeour Mark Aldred    |
| 2014 | Amsterdam      | Zwitserland Simon Niepmann Lucas Tramèr                      | Frankrijk Augustin Mouterde Thomas Baroukh            | Verenigd Koninkrijk Sam Scrimgeour Jonathan Clegg |
| 2015 | Aiguebelette   | Verenigd Koninkrijk Joel Cassells Sam Scrimgeour             | Frankrijk Augustin Mouterde Théophile Onfroy          | Duitsland Jonas Kilthau Matthias Arnold           |
| 2016 | Rotterdam      | Frankrijk Augustin Mouterde Alexis Guerinot                  | Denemarken Emil Espensen Jens Vilhelmsen              | Verenigd Koninkrijk Joel Cassells Sam Scrimgeour  |
| 2017 | Sarasota       | Ierland Mark O'Donovan Shane O'Driscoll                      | Italië Giuseppe Di Mare Alfonso Scalzone              | Brazilië Xavier Vela Willian Giaretton            |
| 2018 | Plovdiv        | Italië Giuseppe Di Mare Alfonso Scalzone                     | Griekenland Antonios Papakonstantinou Ioannis Marokos | Verenigde Staten David Smith Thomas Foster        |
| 2019 | Ottensheim     | Italië Giuseppe Di Mare Raffaele Serio                       | Rusland Nikita Bolozin Maksim Telitcyn                | Brazilië Vangelys Reinke Emanuel Dantas           |
| 2020 | Bled           | Afgelast vanwege de coronapandemie                           | Afgelast vanwege de coronapandemie                    | Afgelast vanwege de coronapandemie                |
| 2021 | Shanghai       | Afgelast vanwege de coronapandemie                           | Afgelast vanwege de coronapandemie                    | Afgelast vanwege de coronapandemie                |
| 2022 | Račice         | Italië Alessandro Durante Giovanni Ficarra                   | Hongarije Bence Szabó Kalman Furko                    | Tsjechië Kalman Furko Milan Viktora               |
| 2023 | Belgrado       | Italië Francesco Bardelli Stefano Pinsone                    | Hongarije Bence Szabó Kálmán Furkó                    | Moldavië Dmitrii Zincenco                         |

### Vrouwen
| Jaar | Plaats         | Goud                                             | Zilver                                                      | Brons                                             |
| 1995 | Tampere        | Verenigde Staten Christine Smith Ellen Minzner   | Verenigd Koninkrijk Jane Hall Alison Brownless              | Denemarken Sharon Thilgreen Kristine Jörgensen    |
| 1997 | Aiguebelette   | Australië Eliza Blair Justin Joyce               | Verenigde Staten Linda Muri Michelle Borkhuis               | Verenigd Koninkrijk Malindi Myers Caroline Hobson |
| 1998 | Keulen         | Verenigd Koninkrijk Juliet Machan Joanna Nitsch  | Argentinië Elina Urbano Patricia Conte                      | Verenigde Staten Linda Muri Michelle Borkhuis     |
| 1999 | St. Catharines | Verenigde Staten Rachel Anderson Linda Muri      | Verenigd Koninkrijk Jane Hall Malindi Myers                 | Zimbabwe Jill Lancaster Nicola Davies             |
| 2000 | Zagreb         | Verenigd Koninkrijk Malindi Myers Miriam Taylor  | Verenigde Staten Catherine Humblet Stacey Borgman           | Duitsland Gunda Reimers Janet Radienzel           |
| 2001 | Luzern         | Ierland Sarah Birch Jo Nitsch                    | Verenigde Staten Suzanne Walther Michelle Whitcomb Borkhuis | Argentinië Patricia Conte Elina Urbano            |
| 2002 | Sevilla        | Verenigd Koninkrijk Naomi Ashcroft Leonie Barron | Chili Paola Rodriguez Carolina Godoy                        | Spanje Maria Almuedo Beatriz Casanueva            |
| 2003 | Milaan         | Roemenië Elena Scurtu Liliana Niga               | Verenigd Koninkrijk Julia Warren Michelle Dollimore         | Griekenland Elpida Grigoriadou Angeliki Gremou    |
| 2018 | Plovdiv        | Italië Serena Lo Bue Giorgia Lo Bue              | Verenigde Staten Jennifer Sager Jillian Zieff               | Maar twee deelnemende teams                       |
| 2019 | Ottensheim     | Verenigde Staten Margaret Bertasi Cara Stawicki  | Italië Sofia Tanghetti Maria Ludovica Costa                 | Duitsland Janika Kölblin Marie-Christine Gerhardt |
| 2020 | Bled           | Afgelast vanwege de coronapandemie               | Afgelast vanwege de coronapandemie                          | Afgelast vanwege de coronapandemie                |
| 2021 | Shanghai       | Afgelast vanwege de coronapandemie               | Afgelast vanwege de coronapandemie                          | Afgelast vanwege de coronapandemie                |
| 2022 | Račice         | Italië Maria Zerboni Samantha Premerll           | Verenigde Staten Solveig Imsdahl Elaine Tierney             | Duitsland Sofia Tanghetti Maria Ludovica Costa    |
| 2023 | Belgrado       | Italië Serena Mossi Elisa Grisoni                | Duitsland Luise Münch Eva Hohoff                            | Niet uitgereikt                                   |

## Medaillespiegel

### Mannen
| Plaats | Land                | Goud | Zilver | Brons | Totaal |
| 1      | Italië              | 9    | 8      | 3     | 20     |
| 2      | Frankrijk           | 4    | 3      | 1     | 8      |
| 3      | Denemarken          | 4    | 1      | 3     | 8      |
| 4      | Zwitserland         | 3    | 0      | 0     | 3      |
| 5      | Ierland             | 2    | 2      | 2     | 6      |
| 6      | Verenigd Koninkrijk | 2    | 1      | 4     | 7      |
| 7      | Duitsland           | 1    | 2      | 4     | 7      |
| 8      | Chili               | 1    | 2      | 1     | 4      |
| 9      | Spanje              | 1    | 1      | 0     | 2      |
| 9      | Griekenland         | 1    | 1      | 0     | 2      |
| 11     | Canada              | 1    | 0      | 2     | 3      |
| 12     | Nederland           | 0    | 2      | 0     | 2      |
| 12     | Rusland             | 0    | 3      | 0     | 3      |
| 14     | Hongarije           | 0    | 2      | 0     | 2      |
| 15     | Nieuw-Zeeland       | 0    | 1      | 0     | 1      |
| 16     | Servië              | 0    | 0      | 2     | 2      |
| 16     | Verenigde Staten    | 0    | 0      | 2     | 2      |
| 16     | Brazilië            | 0    | 0      | 2     | 2      |
| 19     | Australië           | 0    | 0      | 1     | 1      |
| 19     | Tsjechië            | 0    | 0      | 1     | 1      |
| 19     | Moldavië            | 0    | 0      | 1     | 1      |
| Totaal | Totaal              | 29   | 29     | 29    | 87     |

### Vrouwen
| Plaats | Land                | Goud | Zilver | Brons | Totaal |
| 1      | Verenigd Koninkrijk | 3    | 3      | 1     | 7      |
| 1      | Verenigde Staten    | 3    | 5      | 1     | 6      |
| 3      | Italië              | 3    | 1      | 0     | 4      |
| 4      | Roemenië            | 1    | 0      | 0     | 1      |
| 4      | Australië           | 1    | 0      | 0     | 1      |
| 4      | Ierland             | 1    | 0      | 0     | 1      |
| 6      | Duitsland           | 0    | 1      | 3     | 4      |
| 7      | Argentinië          | 0    | 1      | 1     | 2      |
| 8      | Chili               | 0    | 1      | 0     | 1      |
| 10     | Griekenland         | 0    | 0      | 1     | 1      |
| 10     | Denemarken          | 0    | 0      | 1     | 1      |
| 10     | Zimbabwe            | 0    | 0      | 1     | 1      |
| 10     | Spanje              | 0    | 0      | 1     | 1      |
| Totaal | Totaal              | 12   | 12     | 10    | 34     |

Edities

1962 Luzern · 
1966 Bled · 
1970 St. Catharines · 
1974 Luzern · 
1975 Nottingham · 
1976 Villach · 
1977 Amsterdam · 
1978 Hamilton (alleen zwaar) · 
1978 Kopenhagen (alleen licht) · 
1979 Bled · 
1980 Hazewinkel · 
1981 München · 
1982 Luzern · 
1983 Duisburg · 
1984 Montréal · 
1985 Hazewinkel · 
1986 Nottingham · 
1987 Kopenhagen · 
1988 Milaan · 
1989 Bled · 
1990 Lake Barrington · 
1991 Wenen · 
1992 Montréal · 
1993 Račice · 
1994 Indianapolis · 
1995 Tampere · 
1996 Motherwell · 
1997 Aiguebelette · 
1998 Keulen · 
1999 St. Catharines · 
2000 Zagreb · 
2001 Luzern · 
2002 Sevilla · 
2003 Milaan · 
2004 Banyoles · 
2005 Gifu · 
2006 Eton · 
2007 München · 
2008 Ottensheim · 
2009 Poznań · 
2010 Hamilton · 
2011 Bled · 
2012 Plovdiv · 
2013 Chungju · 
2014 Amsterdam ·
2015 Aiguebelette ·
2016 Rotterdam ·
2017 Sarasota ·
2018 Plovdiv ·
2019 Ottensheim ·
2020 Bled ·
2021 Shanghai ·
2022 Račice ·
2023 Belgrado ·
2024 St. Catharines ·
2025 Shanghai · 
2026 Amsterdam

Onderdelen

Skiff · 
Lichte skiff · 
Dubbel twee · 
Lichte dubbel twee · 
Twee zonder · 
Lichte twee zonder · 
Twee met

Dubbel vier · 
Dubbel vier met · 
Lichte dubbel vier · 
Vier zonder · 
Lichte vier zonder · 
Vier met · 
Acht · 
Lichte acht